# Sramanera

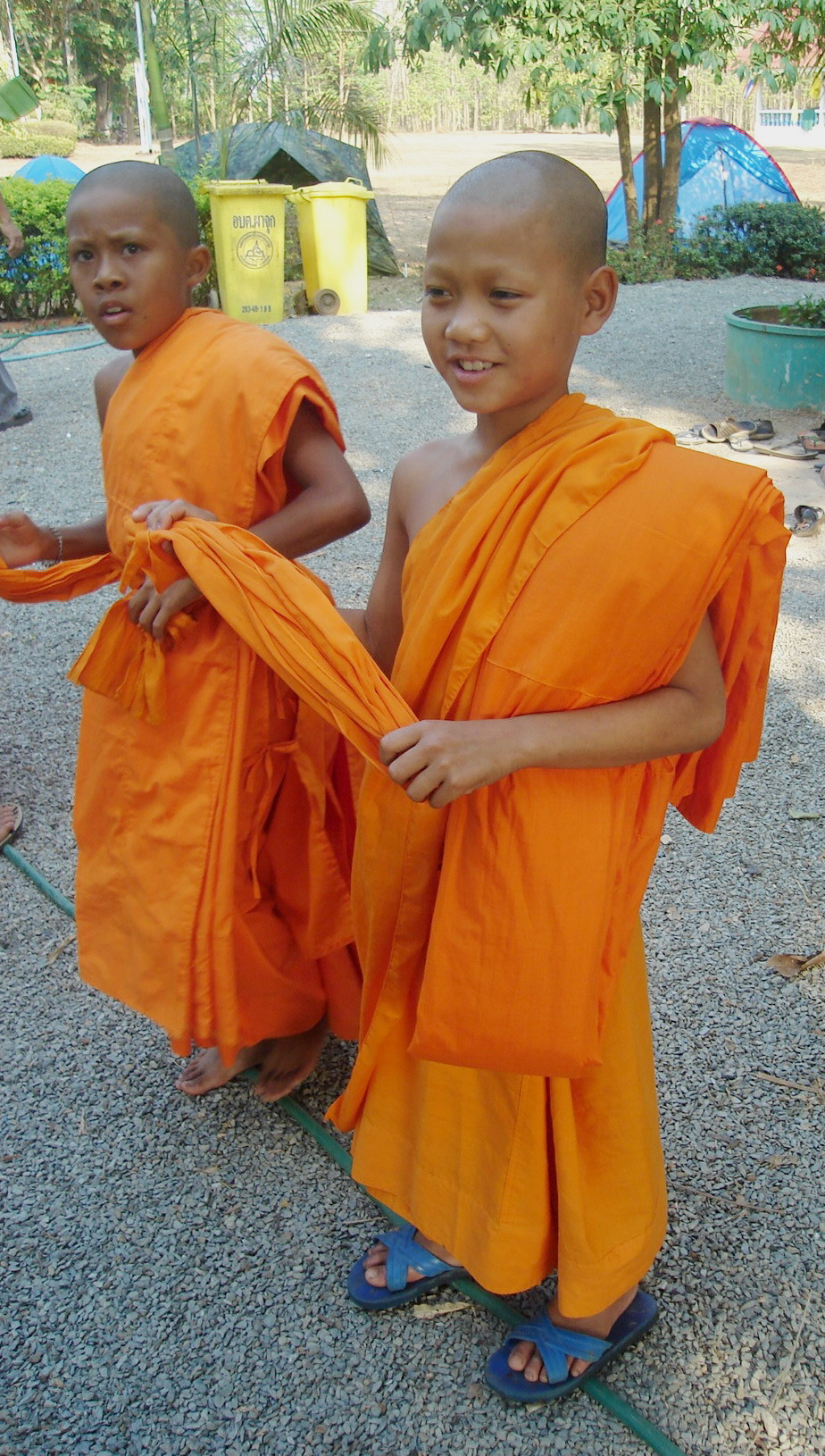
Śrāmaṇera in Thailandia

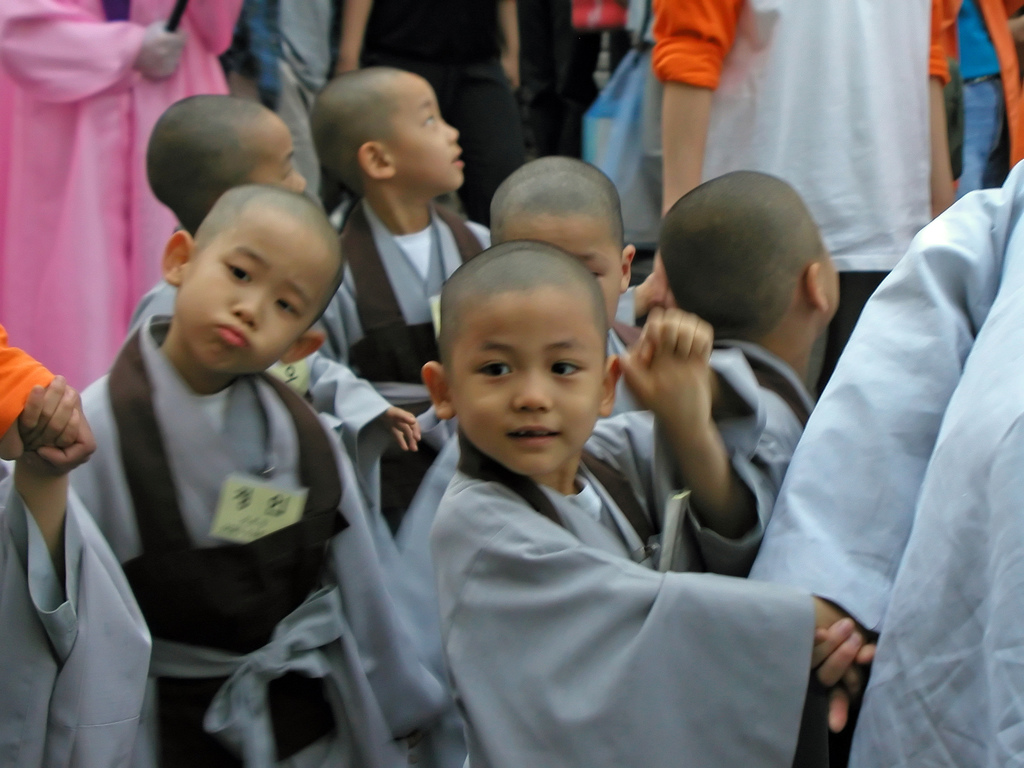
Śrāmaṇera in Corea

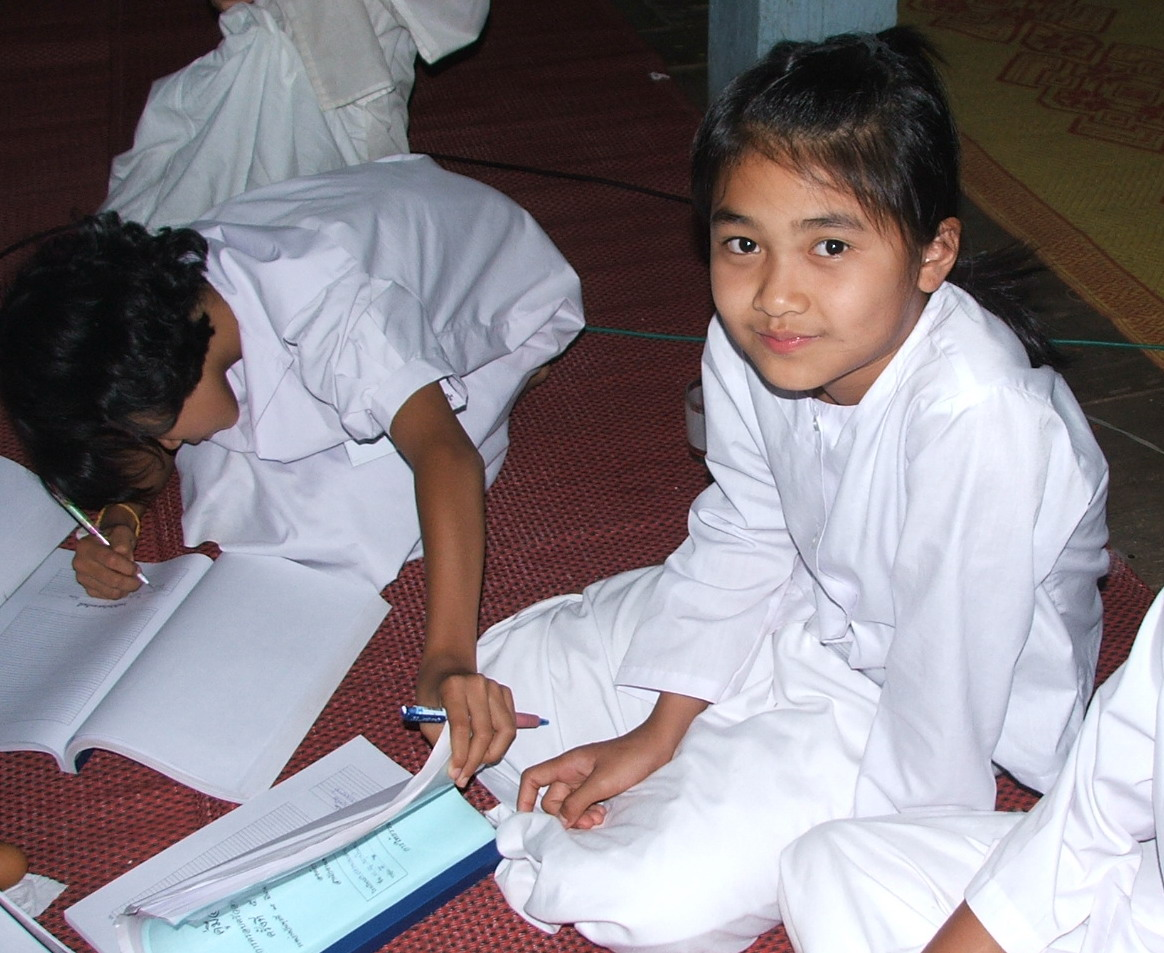
Giovane monaca buddista in Thailandia

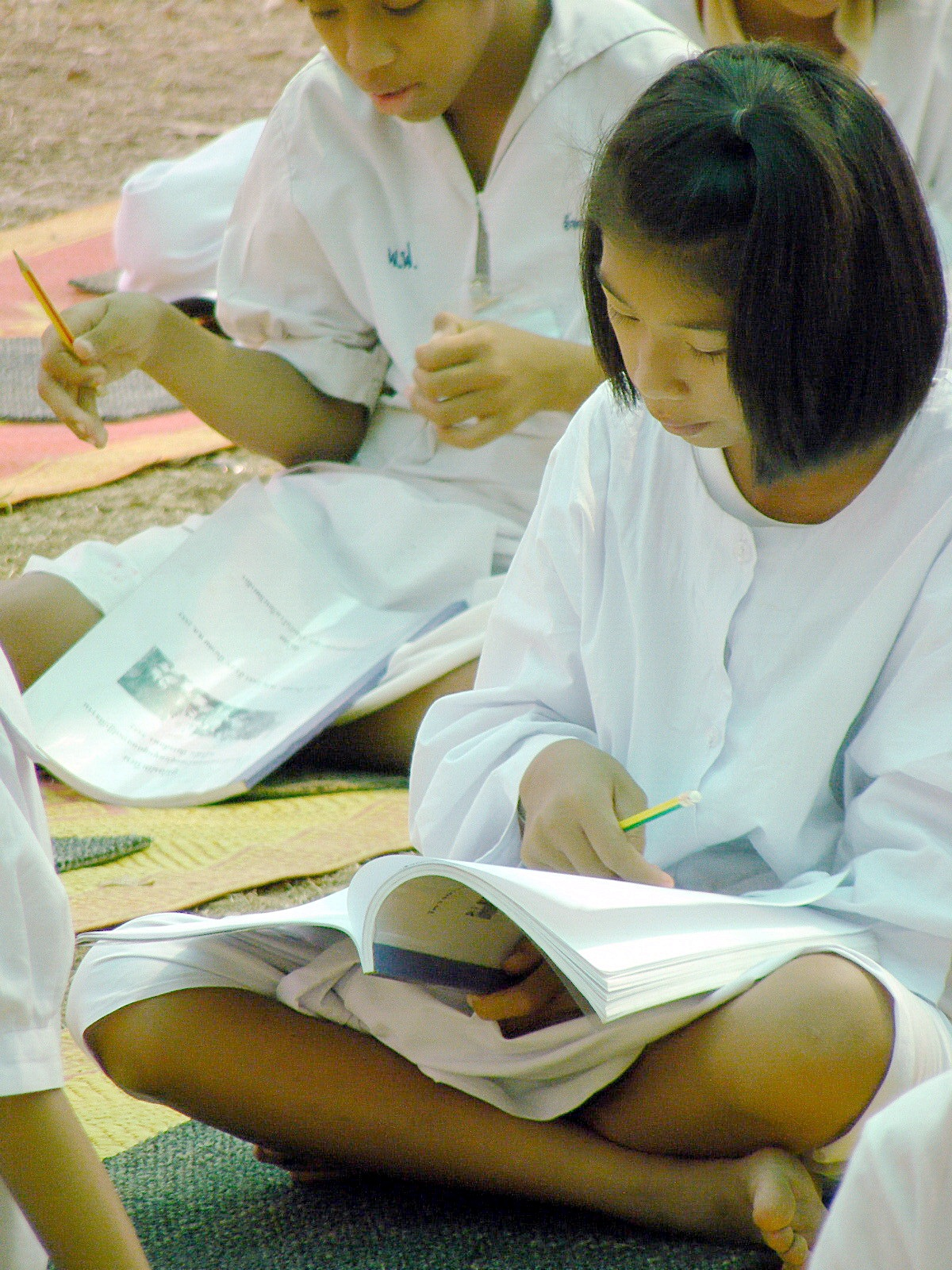
Monache buddiste in Thailandia

Śrāmaṇera  (sanscrito; pāli sāmaṇera, cinese 沙彌 shāmí o sha-mi, giapponese shami, tibetano dge tshul pha) è un monaco buddista novizio. L'età di ingresso al noviziato buddista, e le regole a cui si sottopone colui che ne fa parte, variano a seconda del vinaya adottato dalla scuola e del Canone buddista in cui esso è contenuto.

## Descrizione
La scuola theravāda nei vari paesi del Sud-est asiatico in cui è presente, segue il Vinaya Piṭaka contenuto nel Canone pāli.
Tutte le scuole tibetane e mongole seguono il vinaya mulasarvastivada contenuto nel Canone tibetano.
Tutte le altre scuole buddiste mahāyāna (cinesi, giapponesi, coreane, vietnamite, etc.) seguono il vinaya dharmaguptaka (Caturvargikavinaya, cin. Shifenlu, giapp. Shibun ritsu) contenuto nel Canone cinese, con l'aggiunta delle regole mahāyāna contenute nel Brahmajālasūtra (cin. Fanwangjing, giapp. Bonmokyo). Fanno eccezione le scuole giapponesi Tendai e Zen le quali seguono esclusivamente le regole mahāyāna contenute nel Brahmajālasūtra.

### Scuole del Canone pāli
Il samanera (m., f. samaneri) è, etimologicamente, un piccolo samana, o asceta. Con questo termine si identifica il monaco novizio (la monaca novizia) che osserva i dieci precetti in vista dell'accettazione nella comunità dei monaci (delle monache), i bhikkhu (le bhikkhuni) che compongono il sangha.
La cerimonia in cui si conferma al sangha l'intenzione di abbandonare la vita laica per entrare a far parte della comunità monastica è detta pabbajja, resa solitamente con la dizione: "andare oltre", nel senso di passare dalla vita di casa alla vita del senza casa, essendo nel canone spesso definito il monaco buddista un anagarika, un "senza casa" (da a(n)-, prefisso di negazione, e agarija, uomo di casa).

Il samanera può rimanere in questo stato o fino alla piena accettazione nella comunità monastica, cui si accede non prima del compimento del ventesimo anno d'età e che è sancita formalmente con una cerimonia detta upasampadā, oppure fino al ritorno allo stato laico, segnato dal prendere di fronte alla comunità monastica che l'ha accettato come novizio i cinque precetti del praticante laico.

### Scuole del Canone cinese
Le scuole del Buddismo Mahāyāna di derivazione cinese (Cina, Giappone, Corea e Vietnam) dividono la tipologia dello sramanera in tre classi a seconda dell'età di ingresso: dai 7 ai 13 anni viene denominato 驅鳥 (colui che scaccia i corvi" ovvero colui che è in grado di spaventare gli uccelli); dai 14 ai 19 anni viene indicato come 應法 ("colui che è in grado di seguire la dottrina"), dai 20 ai 70 anni semplicemente come 'sramanera'. La durata del noviziato è di circa un anno ma non si può ottenere l'ordinazione piena a monaco buddista prima del compimento dei venti anni di età. Le regole del noviziato dipendono se viene adottato il vinaya oppure il solo Brahmajālasūtra. Nel primo caso i precetti sono 36 nel secondo caso sono i primi dieci precetti (cin. shíjiè, giapp.jikkai) previsti nel Brahmajālasūtra.